# 大塞朗
大塞朗（法語：Le Grand-Celland，法語發音：[lə ɡʁɑ̃ sɛlɑ̃]）是法国芒什省的一个市镇，与小塞朗相邻，属于阿夫朗什区。

## 地理
大塞朗（48°40'51"N, 1°11'9"W）面积12.45 平方千米，位于法国诺曼底大区芒什省，该省份为法国西北部沿海省份，西、北、东北三面环大西洋，东起顺时针与卡爾瓦多斯省、奧恩省、马耶讷省和伊勒-维莱讷省接壤。
与大塞朗接壤的市镇（或旧市镇、城区）包括：布雷塞、拉沙佩勒于雷、伊西尼-勒比阿、勒梅尼勒奥泽讷、小塞朗、雷菲韦耶、圣奥万。

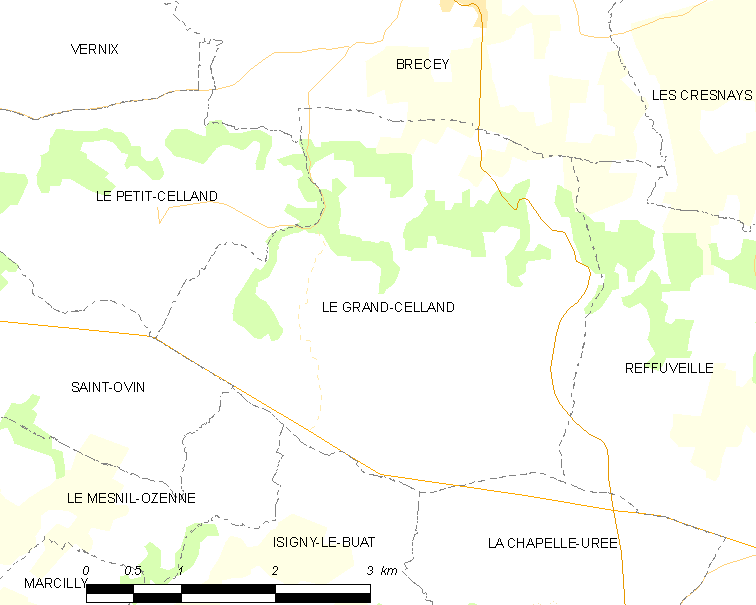
大塞朗的OSM定位图

大塞朗的时区为UTC+01:00、UTC+02:00（夏令时）。

## 行政
大塞朗的邮政编码为50370，INSEE市镇编码为50217。

## 政治
大塞朗所属的省级选区为伊西尼-勒比阿县。

## 人口

1962-2008年间大塞朗人口变化图示

大塞朗于2022年1月1日时的人口数量为595人。